# Liste der Banken in Mosambik
Die Liste der Banken in Mosambik führt Bankinstitute auf, die ihren Sitz oder eine Niederlassung im südafrikanischen Staat Mosambik haben.

## Liste
| Name des Bankinstituts                                         | Markenname     | Muttergesellschaft / Haupteigner (falls vorhanden)        | Anzahl an Filialen in Mosambik |
| -------------------------------------------------------------- | -------------- | --------------------------------------------------------- | ------------------------------ |
| Banco Internacional de Moçambique, SA.                         | Millennium bim | Banco Comercial Português                                 | 169                            |
| Barclays Bank Moçambique, SA.                                  | Barclays Bank  | Barclays PLC                                              | 0                              |
| Standard Bank, SA.                                             | Standard Bank  | Standard Bank SARL                                        | 43                             |
| Banco Comercial e de Investimentos, SA.                        | BCI            | Caixa Geral de Depósitos, Banco Português de Investimento | 137                            |
| Capital Bank (Mozambique), SA.                                 |                | First Merchant Bank                                       | 5                              |
| Société Générale Moçambique, SA.                               |                | Société Générale                                          | 2                              |
| African Banking Corporation (Moçambique), SA.                  | BancABC        | BancABC, Atlas Mara Co-Nvest Limited                      | 10                             |
| FNB Moçambique, SA.                                            | FNB            | First National Bank                                       | 15                             |
| Socremo Banco de Microfinanças, SA.                            | Socremo        | Africapfund, Norfund                                      | 0                              |
| Banco Mercantil e de Investimentos, SA.                        | BMI            | k. A.                                                     | 0                              |
| Ecobank Moçambique, SA.                                        | Ecobank        | Ecobank Transnational                                     | 15                             |
| Banco Oportunidade de Moçambique, SA.                          | BOM            | Opportunity International                                 | 0                              |
| Banco Terra, SA.                                               | BTM            | Rabobank, Montepio                                        | 30                             |
| Moza Banco, SA.                                                | MozaBanco      | Moçambique Capitais, Novo Banco                           | 0                              |
| Banco Mais - Banco Moçambicano de Apoio aos Investimentos S.A. | Banco Mais     | Geocapital, AFRICINVEST                                   | 10                             |
| Banco Nacional de Investimento, SA.                            | BNI            | Instituto de Gestão das Participações do Estado           | 0                              |
| United Bank for Africa Moçambique, SA.                         | United Bank    | United Bank for Africa                                    | 2                              |
| Banco Único, SA.                                               | Único          | Grupo Gevisar, NedBank                                    | 17                             |